# Masakra na przyjęciu 2
Masakra na przyjęciu 2 (ang. Slumber Party Massacre 2) — amerykański horror z 1987 roku w reżyserii Debory Brock. Sequel filmu Mord podczas nudnego przyjęcia (1982). Obraz doczekał się kontynuacji pt. Masakra na przyjęciu 3 (1990).

## Zarys fabuły
Courtney Bates wybiera się wraz z przyjaciółkami do brata jednej z nich. Gdy nastolatka dociera na miejsce, dręczą ją straszliwe wizje i koszmary senne. Początkowo je ignoruje, podobnie zresztą jak i jej koleżanki, wkrótce jednak zaczyna dochodzić do tajemniczych mordów.